# Krzyś (Kubuś Puchatek)

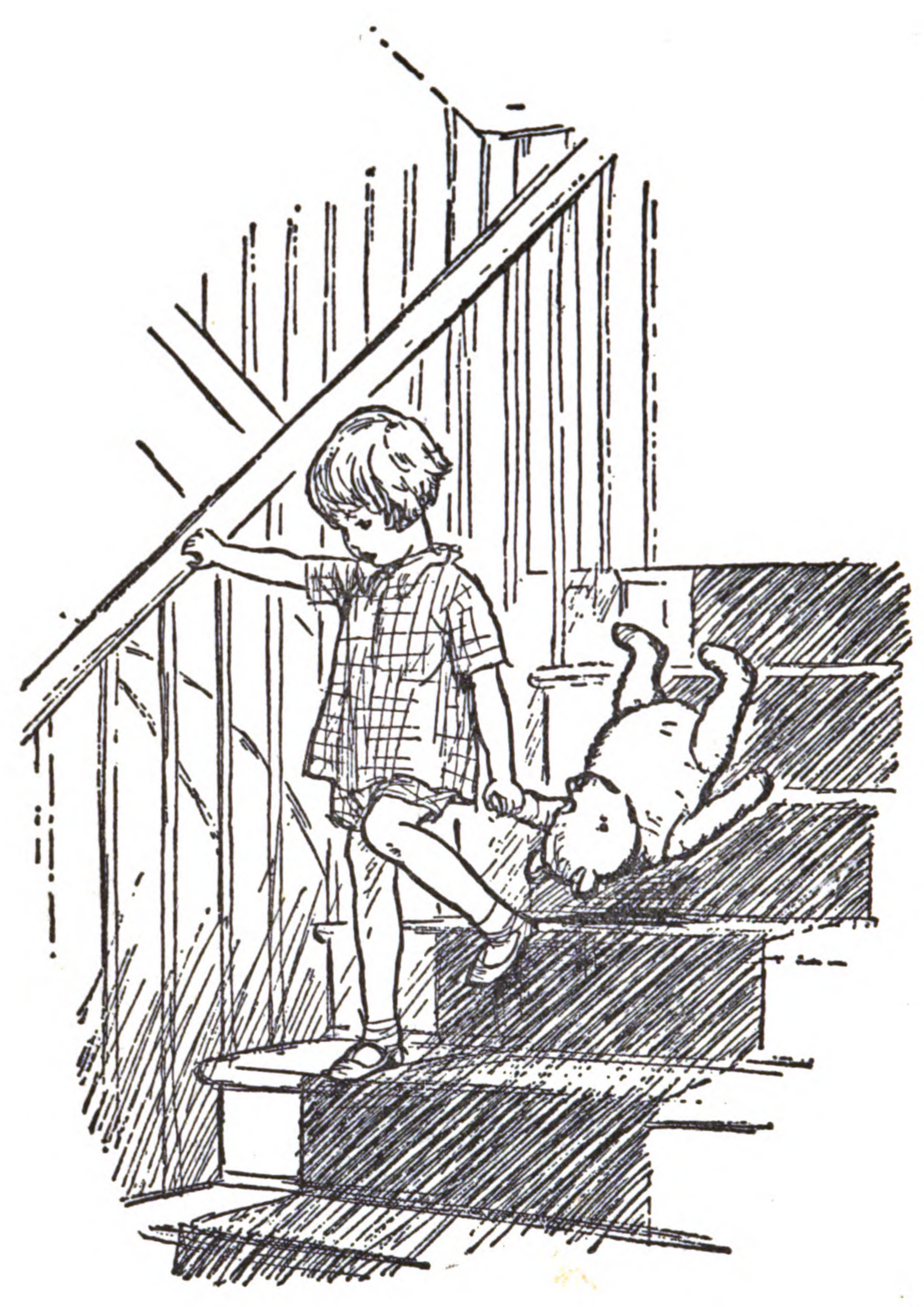
Krzyś, narysowany przez Ernesta Howarda Sheparda w wydaniu ,,Kubusia Puchatka z 1926 roku.

Krzyś (Christopher Robin) – postać literacka występująca w książkach: „Kubuś Puchatek” oraz Chatka Puchatka A.A. Milne’a oraz filmach i książkach stworzonych na jej podstawie. Pierwowzorem postaci był Christopher Robin Milne.